# Beef III
Beef III – amerykański film dokumentalny z 2005 r. w reżyserii Petera Spirera. Premiera w Stanach Zjednoczonych odbyła się 15 listopada 2005 roku. W roli narratora wystąpił DJ Kayslay.

## Fabuła
Źródło.
W filmie przedstawiono konflikty: 50 Cent vs. The Game, Lil’ Flip vs. T.I., Nelly vs. Chingy, Twista vs. Bone Thugs-n-Harmony, Ludacris vs. T.I., The Game vs. Yukmouth, a także incydent na koncercie rapera Lil Scrappy z udziałem oddziału policji miasta Orlando.